# Hradec-Nová Ves
Hradec-Nová Ves (německy Gröditz-Neudorf, polsky Grodziec-Nowa Wieś) je obec, která se nachází v okrese Jeseník v Olomouckém kraji. Žije zde 386 obyvatel.

## Poloha
Obec Hradec-Nová Ves sousedí na severozápadě s obcemi Velké Kunětice a Supíkovice, na jihozápadě s obcí Písečná a na východě s obcí Mikulovice. Od okresního města Jeseník je vzdálena 8,5 km a od krajského města Olomouc 77,5 km.
Geomorfologicky patří Hradec-Nová Ves k provincii Česká vysočina, subprovincii krkonošsko-jesenické (sudetské), oblasti jesenické (východosudetské), geomorfologický celek Zlatohorská vrchovina (podcelek Bělská pahorkatina). Nejvyšším bodem je kopec Na vyhlídce (503 m n. m.).
Území Hradce-Nové Vsi patří do povodí Odry, resp. Kladské Nisy. Katastru Hradce se dotýká říčka Bělá, do které ústí východním směrem tekoucí drobné vodoteče odvodňující území obce.
Území obce pokrývá z 67,5 % zemědělská půda (54 % orná půda, 9,5 % louky a pastviny) a z 23 % les.

## Název
Vesnice vznikla koncem 18. století pod německým jménem Grödis ze statku téhož jména, které pochází od Mikuláše Grödise zmiňovaného roku 1424. Od 17. století mělo v němčině jméno statku a pak vsi podobu Gröditz. Ve druhé polovině 19. století bylo jméno počeštěno přikloněním k častému jménu Hradec.

## Historie
První písemná zmínka o nynější obci pochází z roku 1424 (zmínka z roku 1351 není jednoznačná), kdy je držitelem statku, který vsi předcházel, jmenován Mikuláš Grödis.
Vesnice byla jako drobný statek udělována vratislavskými biskupy v léno. Roku 1617 je získal biskupský rada Rathaube (jeho manželka Marie Magdaléna Pruskovská z Pruskova se později provdala za Kryštofa Ferdinanda Popela z Lobkovic). Roku 1768 je držel Jan Václav hrabě Trautmannsdorf, roku 1772 vdova po něm Gabriela, která léno roku 1782 prodala říšskému hraběti Henckelovi von Donnersmarck, ten je prodal roku 1789 Erdmannovi hraběti Pücklerovi. Roku 1790 léno přijali Karel a František hrabata Pücklerové a roku 1797 Maxmilian hrabě Pückler, který je prodal r. 1805 Janu hraběti Larischovi. V roce 1842 Hradec koupil Ferdinand svobodný pán Schikfuss a později byl statek rozdělen mezi několik vlastníků. V obci se nacházela vápenka, palírna a pivovar.
Od zavedení obecního zřízení roku 1850 se součástí Hradce stala sousední osada Nová Ves. 1. ledna 1976 byla obec Hradec přičleněna k obci Mikulovice. Od 23. listopadu 1990 je opět samostatnou obcí, ale již pod názvem Hradec-Nová Ves.
Hradec-Nová Ves je členem Mikroregionu Zlatohorsko, svazku obcí vzniklého v roce 2001. Obec je také od roku 1993 členem Sdružení měst a obcí Jesenicka (SMOJ), které tvoří obce okresu Jeseník, a od roku 1997 členem Euroregionu Praděd.

### Správní vývoj
Správní příslušnost Hradce(-Nové Vsi) od roku 1848
- 1848 vévodství slezské, kraj opavský, Nisské knížectví, (Nová Ves:) panství Frývaldov, (Hradec:) biskupský lenní statek Hradec
- od 1. ledna 1850 do roku 1855 vévodství slezské, politický okres Frývaldov, soudní okres Frývaldov
- od roku 1855 do roku 1868 vévodství slezské, smíšený okres Frývaldov
- od roku 1868 do 30. listopadu 1928 vévodství slezské / země slezská, politický okres Frývaldov, soudní okres Frývaldov
- od 1. prosince 1928 do 31. ledna 1949 země moravskoslezská, politický okres Frývaldov (od 1947 Jeseník), soudní okres Frývaldov (od 1947 Jeseník)
  - kromě: od 1. října 1938 do května 1945 "sudetoněmecká území", od 15. dubna 1939 jako říšská župa Sudety / Reichsgau Sudetenland; (od 1. května 1939) vládní obvod Opava / Regierungsbezirk Troppau; (od 20. listopadu 1938) Landkreis Freiwaldau, Amtsgericht Freiwaldau
  - od 31. května 1945 Slezská expozitura země Moravskoslezské
- od 1. ledna 1949 do 30. června 1960 Olomoucký kraj, okres Jeseník
- od 1. července 1960 do 31. prosince 1995 Severomoravský kraj, okres Šumperk
- od 1. ledna 1996 do 31. prosince 1999 Severomoravský kraj, okres Jeseník
- od 1. ledna 2000 Olomoucký kraj, okres Jeseník

### Vývoj počtu obyvatel
Počet obyvatel Hradce-Nové Vsi podle sčítání nebo jiných úředních záznamů:
Celá obec Hradec-Nová Ves
| Rok            | 1836 | 1869 | 1880 | 1890 | 1900 | 1910 | 1921 | 1930 | 1939 | 1947 | 1950 | 1961 | 1970 | 1980 | 1991 | 2001 |
| -------------- | ---- | ---- | ---- | ---- | ---- | ---- | ---- | ---- | ---- | ---- | ---- | ---- | ---- | ---- | ---- | ---- |
| Počet obyvatel | 799  | 690  | 749  | 768  | 826  | 800  | 753  | 931  | 919  | 537  | 549  | 542  | 431  | 336  | 270  | 305  |

1. ↑  z toho: 16 Čechoslováků, 892 Němců; 914 řím. kat., 6 evang., 4 čsl., 5 bez vyzn.
2. ↑  z toho: 264 Čechů, Moravanů a Slezanů, 31 Slováků, 1 Němec, 1 Polák; 90 řím. kat., 5 čsl. hus., 7 evang., 6 pravosl., 117 bez vyzn.

V obci Hradec-Nová Ves je evidováno 144 adres : 126 čísel popisných (trvalé objekty) a 18 čísel evidenčních (dočasné či rekreační objekty). Při sčítání lidu roku 2001 zde bylo napočteno 106 domů, z toho 89 trvale obydlených.
Osada Hradec
| Rok            | 1836 | 1930 | 2001 |
| -------------- | ---- | ---- | ---- |
| Počet obyvatel | 349  | 548  | 164  |

1. ↑  z toho: 16 Čechoslováků, 522 Němců; 531 řím. kat., 6 evang., 4 čsl., 5 bez vyzn.

### Církevní správa
Z hlediska římskokatolické církevní správy spadá Hradec pod farnost Široký Brod, Nová Ves pod farnost Mikulovice. Obě farnosti patří do děkanátu Jeseník diecéze ostravsko-opavské. Farnost Široký Brod je administrována excurrendo z Mikulovic.
Evangeličtí věřící patří k farnímu sboru v Jeseníku; v Hradci-Nové Vsi byla roku 2000 zřízena kazatelská stanice. Věřící Československé církve husitské patří k náboženské obci v Jeseníku, kde je sídlo farnosti i pro pravoslavné věřící.

## Členění obce
Hradec-Nová Ves se nečlení na části, má ale dvě katastrální území:
- Hradec u Jeseníka (244,82 ha)
- Nová Ves u Jeseníka (205,29 ha)

## Doprava
Hradcem-Novou Vsí vede železniční trať č. 292 (Železniční trať Šumperk - Krnov). V obci je zastávka této trati s názvem „Hradec-Nová Ves“.
Obec je dopravně spojena silnicí III. třídy (III/4551) s Písečnou a se silnicí II/457 mezi Velkými Kuněticemi a Mikulovicemi.

## Zajímavosti
- kaple sv. Anny z roku 1870 na místě kaple z roku 1827, vyhořelé roku 1865 (stavitel Kaspar Haide)[13]
- kamenný železniční most z roku 1888 (Černý most)
- Hasičské minimuzeum[14]
- železobetonový obloukový most přes řeku Bělou z let 1925 (most) a 1926 (mostovka)

## Fotogalerie

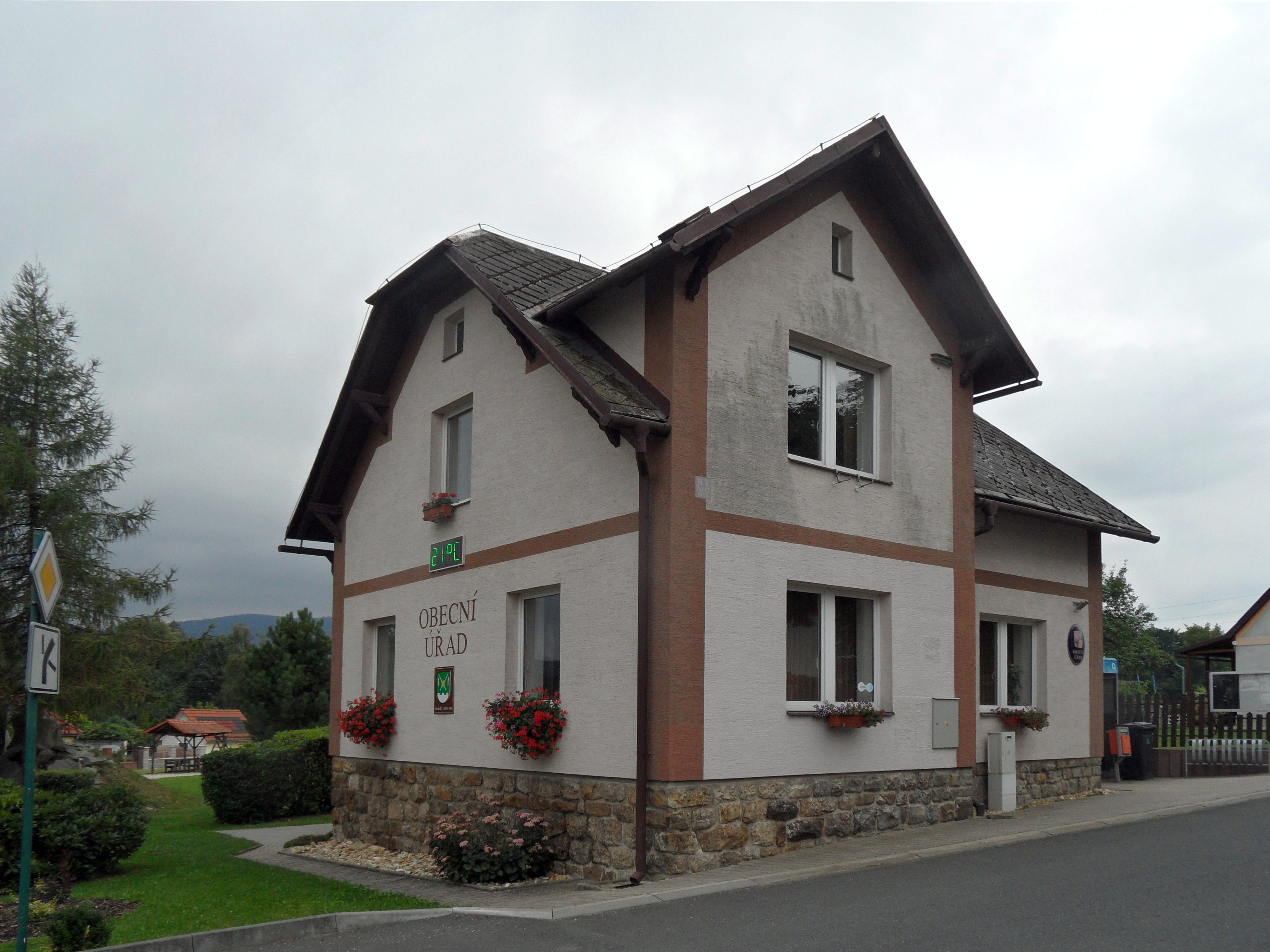
Obecní úřad
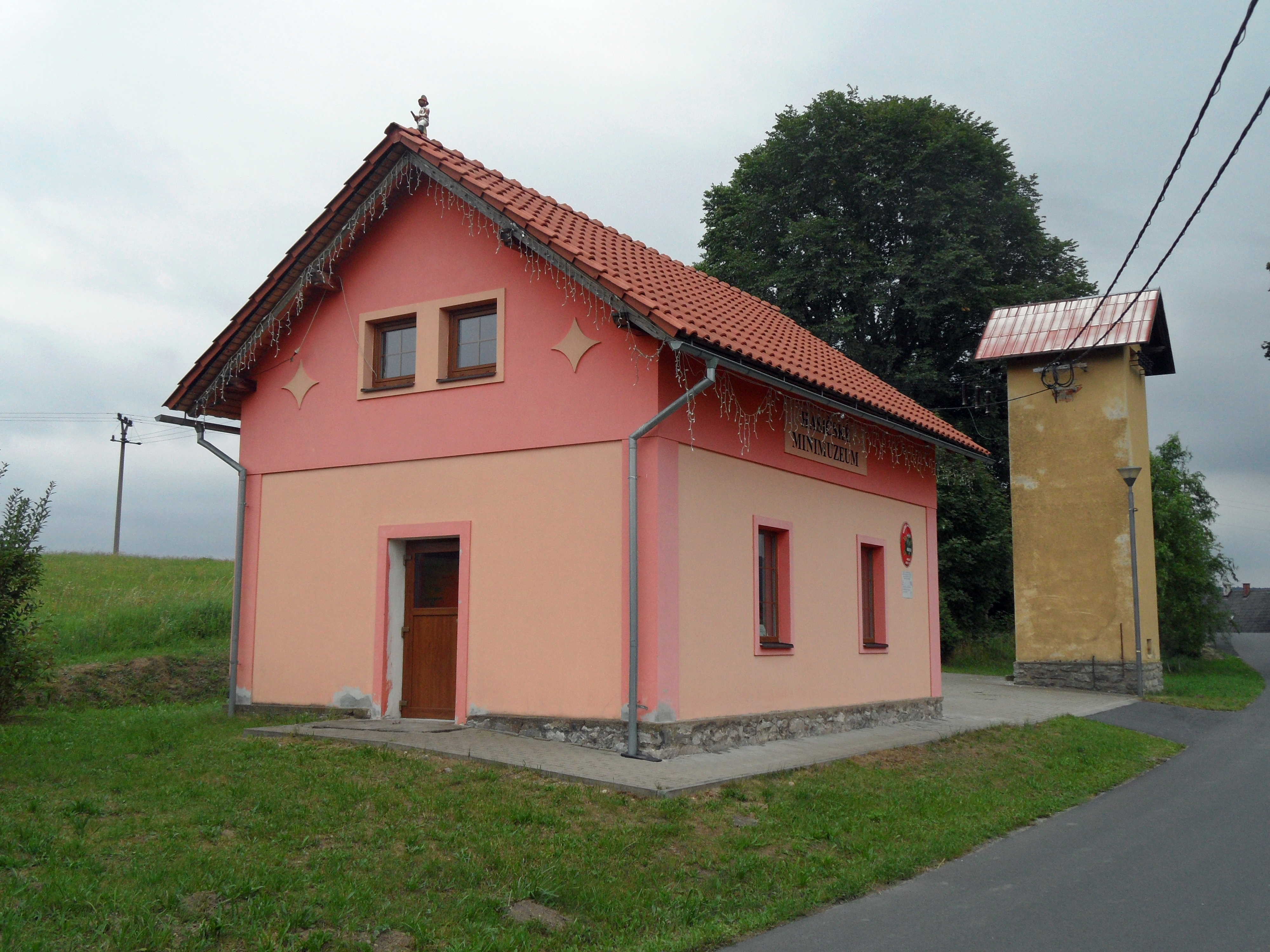
Hasičské minimuzeum
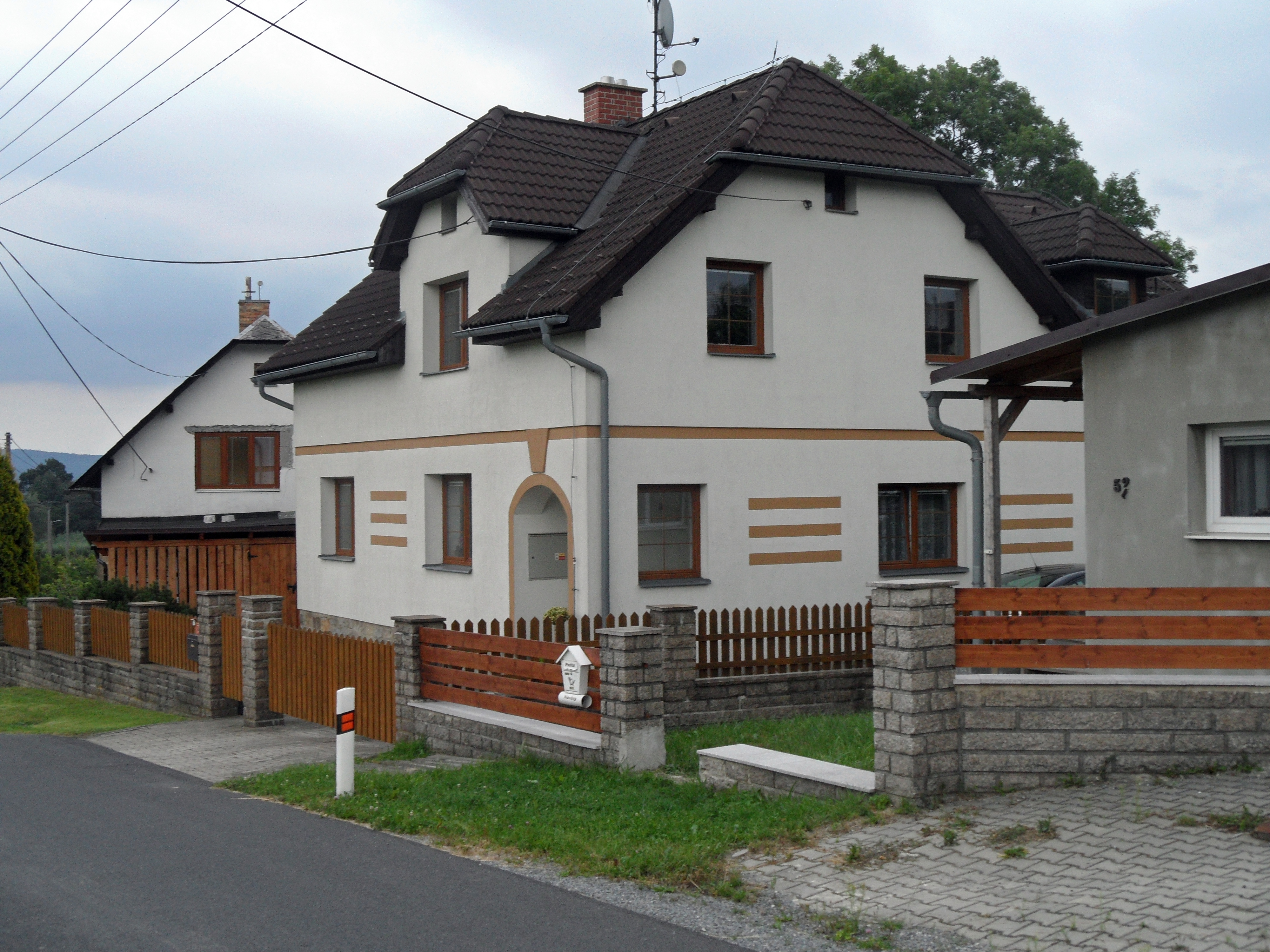
Rodinný dům
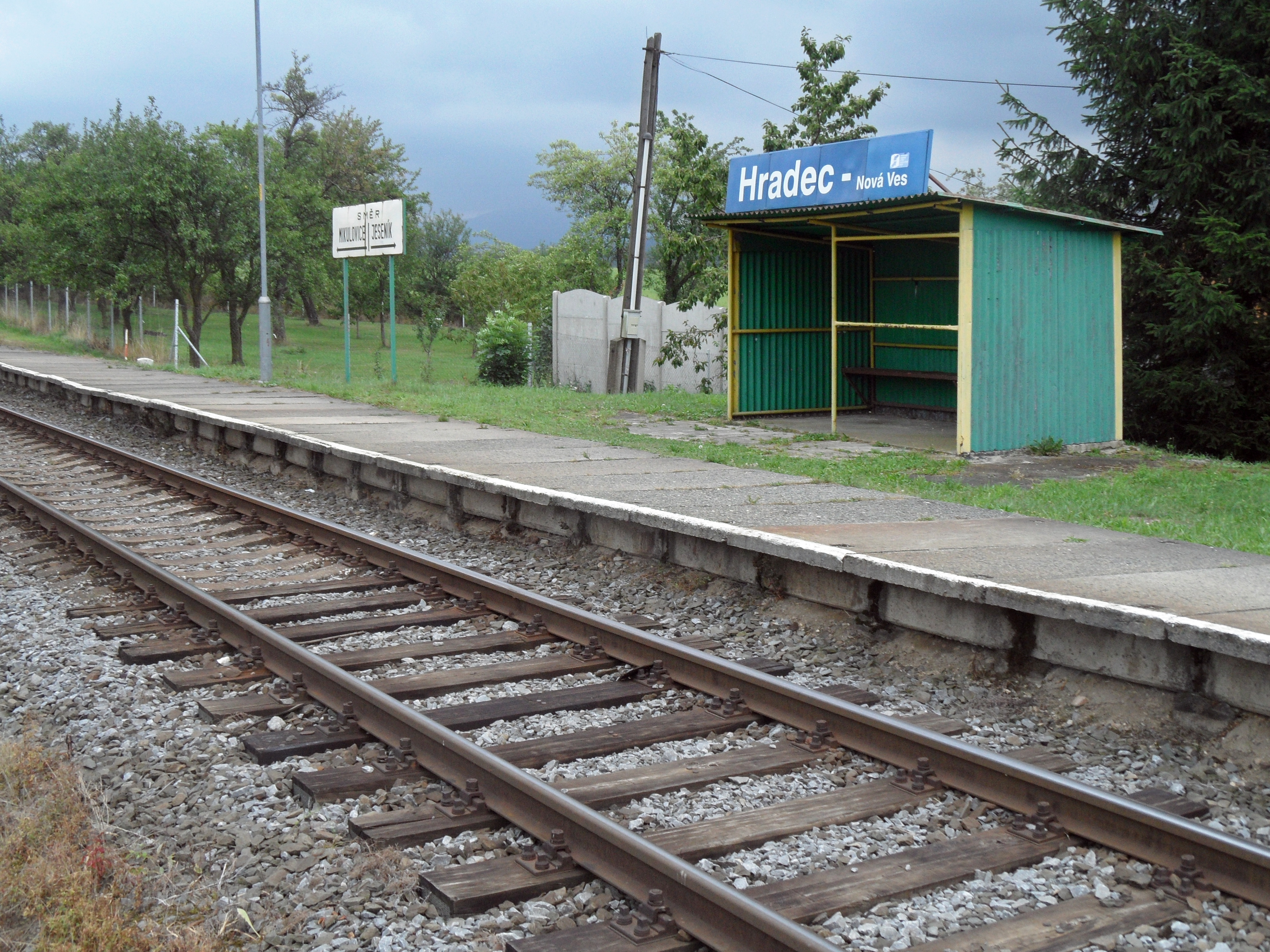
zastávka Hradec-Nová Ves